# Federico Gay
Pour les personnes de même nom de famille, voir Gay.
 Federico Gay (né le 16 juillet 1896 à Turin et mort le 15 avril 1989 dans la même ville) est un coureur cycliste italien, dont la longue carrière se déroule du milieu des années 1910 au début des années 1930.

## Biographie
Professionnel en 1915 puis de 1920 à 1932 dans divers équipes (Liberti, Bianchi, Automoto Wolber, Atala, Alcyon Dunlop, Peugeot, Opel, Meteore Wolber, Mifa), Federico Gay a remporté quatre étapes du Tour d'Italie 1924, dont il a pris la deuxième place, derrière Giuseppe Enrici. Il a également gagné Milan-Turin à deux reprises, ainsi qu'une étape du Tour de France 1922.

## Palmarès

### Palmarès sur route
- 1915
  - 3e du Tour du Piémont
- 1919
  - Trofeo Morgnani-Ridolfi
  - Coppa Zanardelli
  - 3e du championnat d'Italie sur route amateurs
- 1920
  - Coppa del Re
  - Giro delle Sestrieres
  - 7e du Tour de Lombardie
- 1921
  - Milan-Turin
  - Genoa-Ventimiglia
  - Giro delle Sestrieres
  - Coppa Città di Moncalieri
  - 3e de Rome-Naples-Rome
  - 3e du Tour de Lombardie
  - 3e du championnat d'Italie sur route
  - 6e du Tour d'Italie
- 1922
  - 13e étape du Tour de France
  - 3e de Milan-Turin
  - 4e du Tour de Lombardie
- 1923
  - 3e de Milan-Modène
  - 3e du championnat d'Italie sur route
  - 3e du Tour de Lombardie
  - 4e du Tour d'Italie
- 1924
  - 2e, 3e, 5e et 6e étapes du Tour d'Italie
  - Milan-Turin
  - 2e du Tour du Piémont
  - 2e du Tour d'Italie
  - 2e du championnat d'Italie sur route
  - 3e du Tour de Vénétie
- 1925
  - Zürich-Berlin
  - 10e du Tour de France
- 1927
  - 8e de Milan-San Remo
- 1928
  - 3e de la Coppa Bernocchi

### Résultats sur les grands tours

#### Tour de France
2 participations
- 1922 : 11e, vainqueur de la 13e étape
- 1925 : 10e

#### Tour d'Italie
5 participations
- 1921 : 6e
- 1922 : abandon
- 1923 : 4e
- 1924 : 2e, vainqueur des 2e, 3e, 5e et 6e étapes, leader durant 4 jours
- 1928 : 23e

### Palmarès sur piste
- 1926
  - 2e du championnat d'Italie de demi-fond
- 1927
  - 2e du championnat d'Italie de demi-fond
- 1929
  - 3e du championnat d'Italie de demi-fond
- 1930
  - 2e du championnat d'Italie de demi-fond
- 1932
  -  Champion d'Italie de demi-fond